# Swing it, fröken!
Swing it, fröken! är en svensk dramafilm från 1956, i regi av Stig Olin.

## Handling
Skolan får en ny engelsklärarinna, fröken Lind. Hon flyttar in hos familjen Nilsson, vars son Sigge hellre övar med trumpeten än pluggar tyska. Men den propra fröken Lind får Sigge att ta sig i kragen och plugga ordentligt. Men då blir hans klasskamrat Sanna, som länge försökt lägga an på Sigge, sur och tror att han inte vill se henne mer.

## Om filmen
Gösta Ekman och Björn Gustafson gjorde sina filmdebuter som skådespelare i Swing it, fröken!. Filmen premiärvisades på biograf Astoria i Stockholm den 20 oktober 1956. Som förlaga har man Kar de Mummas roman Två år i varje klass från 1923 som även blev film 1938.
Swing it, fröken! har visats i SVT, bland annat i maj 2019.

## Rollista
- Alice Babs – Alice Lind, lärarinna i engelska
- Ingvar Kjellson – Robert Roos, lektor och klassföreståndare
- Pia Skoglund – Sanna Blom, elev
- Lasse Sarri – Sigvard "Sigge" Nilsson, elev
- Hjördis Petterson – Alma Ståhlberg, rektor
- Gösta Ekman – Erik, elev
- Sven Almgren – Lasse Roos, Robert Roos son
- Sif Ruud – fru Nilsson, Sigges mor
- Peter Lindgren – Bi, lektor
- Bengt Schött – Klang, musiklärare
- Margit Andelius – Greta And, lärarinna
- Märta Arbin – Selma, hushållerska hos Roos
- Einar Axelsson – Fred, tjuv
- Björn Gustafson – Sillen, tjuv
- Christina Schollin – Gunvor Dahl, elev
- Marianne Boivie – Liane Berglund, elev
- Helge Hagerman – poliskommissarien
- Inger Axö – elev
- Yvonne Axö – elev

## Musik i filmen
Filmen innehåller en rad musikstycken och sånger. Sången "I'm for You, You're for Me" (svensk titel "Du och jag") från filmen spelade Alice Babs även in på skiva (Metronome J 430).
- "Jumpin' on Iceflake", kompositör Bengt Hallberg, instrumental
- "Armstrong", kompositör Bengt Hallberg, instrumental
- "Lasses melodi", kompositör Bengt Hallberg, framförs instrumentalt på munspel
- "Lärarinneuppvaktningen", kompositör Bengt Hallberg, sång Alice Babs
- "Closer, Closer" ("Plugget"), kompositör och text Spencer Williams, svensk text Eric Sandström, sång Alice Babs
- "Verbvisan", kompositör Bengt Hallberg, text Eric Sandström, sång Alice Babs
- "Spagettivisan", kompositör Bengt Hallberg, text Eric Sandström, sång Alice Babs
- "Det är inte sant", kompositör Alice Babs, text Eric Sandström, sång Alice Babs
- "Dance Date", kompositör Den Berry, instrumental
- "Swing Doors", kompositör Allan Gray, instrumental
- "Sweet One", kompositör Den Berry, instrumental
- "I'm for You, You're for Me" ("Du och jag"), kompositör Henry Wyn, engelsk text Freddi Johnson svensk text Eric Sandström] sång Alice Babs
- "Vårsång (Glad såsom fågeln i morgonstunden)", kompositör Prins Gustaf, text Herman Sätherberg

## DVD
Filmen gavs ut på DVD 2008 och 2014.